# Ева Рістов
Ева Рістов (угор. Risztov Éva, 30 серпня 1985) — угорська плавчиня, олімпійська чемпіонка.

## Виступи на Олімпіадах
| Олімпіада   | Дисципліна                            | Місце |
| ----------- | ------------------------------------- | ----- |
| Сідней 2000 | плавання на 400 метрів вільним стилем | 29    |
| Сідней 2000 | плавання на 800 метрів вільним стилем | 14    |
| Сідней 2000 | плавання на 200 метрів, батерфляй     | 16    |
| Афіни 2004  | плавання на 400 метрів вільним стилем | 15    |
| Афіни 2004  | плавання на 200 метрів, батерфляй     | 8     |
| Афіни 2004  | 400 метрів, комплексне плавання       | 4     |
| Лондон 2012 | плавання на 400 метрів вільним стилем | 16    |
| Лондон 2012 | плавання на 800 метрів вільним стилем | 13    |
| Лондон 2012 | естафета 4 × 100 вільним стилем       | 15    |
| Лондон 2012 | 10 км на відкритій воді               | 1     |

## Зовнішні посилання
- Досьє на sport.references.com [Архівовано 6 січня 2009 у Wayback Machine.]